# 益富城
益富城（ますとみじょう）は、福岡県嘉麻市中益にあった日本の城。

## 歴史
永享年代、九州征伐の際に大内盛見が築城したといわれている。その後は日田街道と長崎街道を結ぶ町交通の要衝である大隈に築城された当城は争奪戦の的となり、永禄期（1560年頃）には毛利元就が領有し、城番に杉忠重を置いた。戦国時代末期には、古処山城を本拠とする秋月氏の支城の一つとなった。
安土桃山時代、豊臣秀吉による九州の役（天正14年（1586年）- 天正15年（1587年））で秋月氏が敗れた後は早川長政が城番となったが、早川氏は関ヶ原の戦いで西軍についたため、領地を召し上げられた。その後は関ヶ原の戦いの功績により筑前国一国を与えられた黒田氏が筑前六端城（ちくぜんろくはじろ）の一つとして位置づけ、家臣を居城させた。一時後藤基次が城主を務めたが、慶長11年（1606年）に基次が出奔した後、六端城の一つであった筑前国鷹取城より母里太兵衛が移されたが、 元和元年（1615年）に発布された一国一城令により、他の六端城とともに廃城とされた。

## エピソード
豊臣秀吉の九州征伐で、秋月氏は岩石城をわずか1日で豊臣勢に陥落させられたため、益富城を破却して本城の古処山城に退却した。
その夜、古処山城からは、益富城跡一帯に無数の炎がひしめき合い、豊臣の大軍が押し寄せてきたように見えた。翌朝になると益富城跡に新しい城が建ち上がっていた。このため益富城は一夜城ともいう。
しかし、炎は多くのかがり火を焚かせて大軍を装ったもので、城は戸や障子などを寄せた見せかけであった。
さらに益富城に十分な飲料水があるよう見せかけるために白米を滝のように流させたという。
これに騙された秋月氏は戦意を喪失して降伏した。
豊臣秀吉は協力した益富城下の人々に陣羽織を与え、永世貢税を免除した。
なお、この陣羽織は華文刺縫陣羽織であり、昭和35年（1960年）に国の重要文化財指定されており、現在、上町区・五日町区・三日町区が所有し、嘉麻市嘉穂庁舎で保管されている。